# 保全対策依存
保全対策依存（ほぜんたいさくいそん、Conservation Dependent、LR/cd）とは、かつてIUCNのレッドリストにおいて設けられていた保全状況のカテゴリー。ある生物種（あるいは亜種以下の分類群）が、保護対策や保全の努力がなされなければ、絶滅が危惧される種になると判断された場合、このカテゴリーに分類された。2001年のIUCNレッドリスト（Ver. 3.1）以降、このカテゴリは廃止された。

## 概要
このカテゴリーは1994年のIUCNレッドリスト（Ver. 2.3）において使用されたが、2001年（Ver. 3.1）以降は使用されていない。しかし2001年以降のレッドリストでも、それ以前に評価された種が再評価されていない場合、保全対策依存のカテゴリーに入れられたままとなっている。
2017年時点でIUCNのレッドリストに残っている保全対策依存とされた分類群は238（動物29、植物209）ある。これらの分類群については、2001年以降のレッドリストでは準絶滅危惧として扱われているが、保全状況の再評価がなされていない場合、依然として保全対策依存として記録されている。

## IUCN以外のレッドリストにおける保全対策依存
オーストラリアの環境保護と生物多様性保全法 (EPBC Act 1999) によって作成されたレッドリストでも、保全対策依存のカテゴリーが使用されている。2011年現在、オレンジラフィーなど動物4種のみが保全対策依存とされている。なお植物は1種もこのカテゴリーに入れられていない。